# Аудерат
Аудерат (нем. Auderath) — община в Германии, в земле Рейнланд-Пфальц. 
Входит в состав района Кохем-Целль. Подчиняется управлению Ульмен.  Население составляет 645 человек (на 31 декабря 2010 года). Занимает площадь 6,19 км².